# Vũ Hữu Lợi
Vũ Hữu Lợi (武有利, 1846 – 1887) hay Võ Hữu Lợi, còn có tên khác là Vũ Ngọc Tuân, là một viên quan nhà Nguyễn, và là một sĩ phu yêu nước đã tổ chức cuộc khởi nghĩa kháng Pháp ở Nam Định cuối thế kỷ 19 trong lịch sử Việt Nam.

## Cuộc đời
Vũ Hữu Lợi là người làng thôn Giao Cù, xã Đồng Sơn, huyện Nam Trực, tỉnh Nam Định.
Thuở còn cắp sách, ông theo học với Huấn đạo Nam Trực Trần Công Dương (tên khác là Trần Ngọc Toàn), Hoàng giáp Tam Đăng Phạm Văn Nghị và Tế tửu Vĩnh Xuyên Vũ Văn Lý. Khi học với thầy Lý, ông là bạn đồng môn với Nguyễn Khuyến (sau thi đỗ Tam nguyên) và Vũ Văn Báu (con thầy Lý, đỗ Phó bảng cùng khoa với ông Lợi). 
Dưới triều vua Tự Đức, Vũ Hữu Lợi thi đỗ Cử nhân (1870); đến năm Ất Hợi (1875), ông đỗ luôn Tiến sĩ (1875), nên còn được gọi là ông Nghè Lợi Dao Cù.
Thi đỗ, ông được triều đình bổ nhiệm làm Đốc học  Nam Định, tiếp theo là Thương biện Nam Định, rồi Tá lý bộ Binh.
Sau khi quân Pháp đánh chiếm Nam Định, Vũ Hữu Lợi bỏ quan về quê dạy học, cùng với bạn là Đỗ Huy Liêu ngầm chiêu mộ nghĩa quân, chuẩn bị khởi nghĩa chiếm lại tỉnh thành trên.
Ít lâu sau, ông bị bạn học là Vũ Văn Báo đang làm Tổng đốc Nam Định-Hưng Yên phát giác, báo quân Pháp đến bắt.
Dụ hàng không được, đêm 30 Tết năm Đinh Hợi (đầu năm 1887), Vũ Hữu Lợi bị đối phương đem ra xử chém tại chợ Nam Định.
Năm 1905, kể lại việc này, nhà chí sĩ Phan Bội Châu đã viết trong Việt Nam vong quốc sử như sau:
...Bấy giờ có một tên chó lợn Việt Nam mà đội mũ tiến sĩ là Nguyễn Văn Báo (họ Vũ, tác giả nhớ lầm). Quân Pháp đem chức quan to dụ lót tên Báo, Báo đứng ra làm gián điệp. Báo là bạn đồng niên của (Vũ Hữu) Lợi. Lợi tin, Báo dẫn quân Pháp vào đồn, Lợi bèn bị bắt. Bấy giờ Bắc Kỳ chưa yên, Pháp muốn đưa Lợi làm quan để thu phục nhân tâm, ông trước sau không chịu khuất, giặc bèn đem chém bêu đầu ở chợ thành Nam đúng hôm trừ tịch cuối năm.
Chưa rõ năm nào, một học trò cũ của ông là Đinh Quang Nhường đã dẫn đầu các bạn đồng môn, tổ chức vây bắt được Vũ Văn Báo rồi đem đi thiêu sống.

## Tác phẩm
Sinh thời, Vũ Hữu Lợi có làm thơ, nhưng đến nay đã thất lạc gần hết. Bài thơ sau đây được chép trong tập Thập hoài di cảo của ông.
| Xuân cảm Nhất trận phong lôi biến cổ thành, Phong trần khứ hậu mộng do kinh. Thập niên lưỡng độ anh hùng lệ, Thiên lý tam xuân su tử tình. Hạc dục phi quy nan độc ổn, Cưu phương luyến bộ bất hoàng ninh, Sơn hà quả nhược thiên thư định, Thùy vị Nam bang vô Khổng Minh | Tạm dịch: Xúc cảm ngày xuân Một trận gió mưa sấm sét khắp thành cổ, Sau cơn gió bụi, vẫn còn giật mình khi nằm mộng. Người anh hùng trong mười năm, hai lần phải nhỏ lệ,. Kể du tử nơi nghìn dặm, mong báo đền ba xuân. Chim hạc muốn quay về, song một mình khó ổn, Con quạ mong muốn lại chim mẹ, nhưng chưa được lúc rỗi, Non sông quả như sách trời định sẵn, Ai nói nước Nam không có người tài như Khổng Minh. |

Tương truyền Vũ Hữu Lợi đã đọc câu đối này trước khi bị chém chết.
Vạn tử quyền nhi sinh, sinh tại tặc sào sinh bất ngẫu;
Nhất sinh đãi nhi tử, tử ư quốc sự tử vi sinh.
Tạm dịch:
Trong muôn chết gượng sống chờ, sống ở hang thù sao sống đặng;
Dù một sống bên chết đợi, chết về việc nước chết là vinh. 

## Cảm phục
Tin Vũ Hữu Lợi bị đối phương chém bêu đầu đã gây xúc động lớn trong giới sĩ phu và nhân dân. Có nhiều bài thơ và câu đối điếu đã nói lên điều ấy, như bài Vãn môn sinh Tiến sĩ Vũ Hữu Lợi của Huấn đạo Trần Công Dương, tức thầy dạy ông.
Tên Vũ Hữu Lợi đã được dùng để đặt cho một đường phố ở phường Nguyễn Du, quận Hai Bà Trưng, thành phố Hà Nội.

## Sách tham khảo
- Phan Bội Châu - Việt Nam vong quốc sử. Nhà xuất bản KH-XH, Hà Nội, 1992.
- Nguyễn Q. Thắng & Nguyễn Bá Thế - Từ điển nhân vật lịch sử Việt Nam. Nhà xuất bản KH-XH, Hà Nội, 1992.
- Nhiều người soạn - Văn học yêu nước và cách mạng Hà Nam Ninh (tập 1). Nhà xuất bản KH-XH, Hà Nội, 1981.